# Лапушенко Максим Сергійович
Максим Сергійович Лапушенко (нар. 19 лютого 1992, Київ, Україна) — український футболіст, захисник нижчолігового португальського клубу «Фафе».

## Життєпис
Вихованець київського «Динамо», кольори якого захищав у юніорських чемпіонатах України (ДЮФЛУ). Футбольну кар'єру розпочав 26 лютого 2010 року в дублі київського «Динамо». 3 березня 2012 року підписав контракт з кишинівською Дачією. Також періодично залучався до матчів «Дачії-2» (Булучани). 6 липня 2015 року перейшов до португальського клубу «Лейшойш». Потім перейшов до «Фелгейраша», а з 2017 року захищав кольори «Фафе».

## Досягнення

### Клубні
- Національний дивізіон Молдови
  -  Срібний призер (3): 2012, 2013, 2014